# Єлизавета Юліана Шлезвіг-Гольштейн-Зондербург-Норбурзька
Єлизавета Юліана Шлезвіг-Гольштейн-Зондербург-Норбурзька (дан. Elisabeth Juliane af Slesvig-Holsten-Sønderborg-Nordborg, 24 травня 1634 — 4 лютого 1704) — принцеса Шлезвіг-Гольштейн-Зондербург-Норбурзька з дому Ольденбургів, донька герцога Шлезвіг-Гольштейн-Зондербург-Норбургу Фредеріка та ангальтської принцеси Елеонори Ангальт-Цербстської, дружина князя Брауншвейг-Вольфенбюттелю Антона Ульріха.

## Біографія
Народилась 24 травня 1634 року у Нордборзі в сім'ї герцога Шлезвіг-Гольштейн-Зондербург-Норбургу Фредеріка та його другої дружини Елеонори Ангальт-Цербстської. Згодом родина поповнилося чотирма молодшими дітьми. Мешкало сімейство у замку Нордборг.
У 22-річному віці взяла шлюб зі своїм кузеном-однолітком, принцом Антоном Ульріхом Брауншвейг-Вольфенбюттельським. Весілля відбулося 17 серпня 1656 року у Вольфенбюттелі. За рік Єлизавета Юліана народила спадкоємця. Всього ж у шлюбі Єлизавета Юліана народила тринадцятеро дітей.
У 1685 році старший брат Антона Ульріха Рудольф Август, правлячий князь Брауншвейг-Вольфенбюттеля, призначив його своїм співправителем. Після смерті Рудольфа Августа 26 січня 1704 року Антон Ульріх правив одноосібно. Втім, Єлизавета Юліана померла за тиждень після діверя, 4 лютого. 
Була похована у Марієнкірхе Вольфенбюттеля.

## Родина
Чоловік —  Антон Ульріх, князь Брауншвейг-Вольфенбюттельський
Діти:
- Август Фрідріх (1657—1676) — спадкоємний принц, одруженим не був, дітей не мав;
- Єлизавета Елеонора (1658—1729) — була двічі одружена, мала п'ятеро дітей від другого шлюбу;
- Анна Софія (1659—1742) — дружина маркграфа Карла Густава Баден-Дурласького, мала четверо дітей;
- Леопольд Август (1661—1662) — прожив 1 рік;
- Август Вільгельм (1662—1731) — герцог Брауншвейг-Люнебурга та князь Брауншвейг-Вольфенбюттеля у 1714—1731 роках, був тричі одруженим, дітей не мав;
- Август Генріх (1663—1664) — прожив півроку;
- Август Карл (4 серпня—20 грудня 1664) — прожив 4 місяці;
- Август Франц (1665—1666) — прожив 1 рік;
- Августа Доротея (1666—1751) — дружина князя Шварцбурга Антона Гюнтера II, дітей не мала;
- Амалія Антонія (7 червня—1 листопада 1668) — прожила 5 місяців;
- Генрієтта Крістіна (1669—1753) — настоятелька Гандерсгаймського монастиря у 1693—1712 роках, одружена не була, мала позашлюбного сина;
- Людвіг Рудольф (1671—1735) — герцог Брауншвейг-Люнебургу та князь Брауншвейг-Вольфенбюттелю у 1731—1735 роках, був одружений з Крістіною Луїзою Еттінген-Еттінгенською, мав чотирьох доньок;
- Сибілла Розалія (1672—1673) — прожила 7 місяців.